# Theog
Theog è una città dell'India di 3.754 abitanti, situata nel distretto di Shimla, nello stato federato dell'Himachal Pradesh. In base al numero di abitanti la città rientra nella classe VI (meno di 5.000 persone).

## Geografia fisica
La città è situata a 31° 7' 0 N e 77° 20' 60 E e ha un'altitudine di 1.964 m s.l.m..

## Società

### Evoluzione demografica
Al censimento del 2001 la popolazione di Theog assommava a 3.754 persone, delle quali 2.130 maschi e 1.624 femmine. I bambini di età inferiore o uguale ai sei anni assommavano a 441, dei quali 245 maschi e 196 femmine. Infine, coloro che erano in grado di saper almeno leggere e scrivere erano 3.008, dei quali 1.760 maschi e 1.248 femmine.